# Bandera de Mongòlia
La bandera de Mongòlia fou adoptada el 12 de febrer de 1992, després de la transició cap a una democràcia liberal. El disseny està format per tres franges verticals d'igual amplada, dues de vermelles (representatiu de la capacitat del país per prosperar en un dur entorn) situades als extrems i al mig una de color blau (descrit com l'etern cel blau).
A la primera franja hi trobem el Saiombo o Saiambo en color groc. Es tracta d'un un vell símbol mongol format per representacions abstractes i geomètriques, de dalt a baix, del foc, el sol, la lluna, la terra, l'aigua i el taijitu o Yin i Yang. Aquest símbol fou creat pel monjo Zanabazar el 1686 en tant que caràcter del seu propi alfabet.

## Colors
El juliol de 2011 s'aprovaren les característiques de la bandera.
| Model de color | Blau        | Vermell     | Groc          |
| -------------- | ----------- | ----------- | ------------- |
| RAL            | 5015        | 2002        | 1021          |
| Pantone        | 300C        | 032C        | Medium Yellow |
| CMYK           | 100-60-0-0  | 10-100-90-0 | 0-15-100-0    |
| RGB            | 0, 102, 179 | 218, 32, 50 | 255, 212, 0   |
| HTML           | 0066B3      | DA2032      | FFD400        |

## Banderes històriques

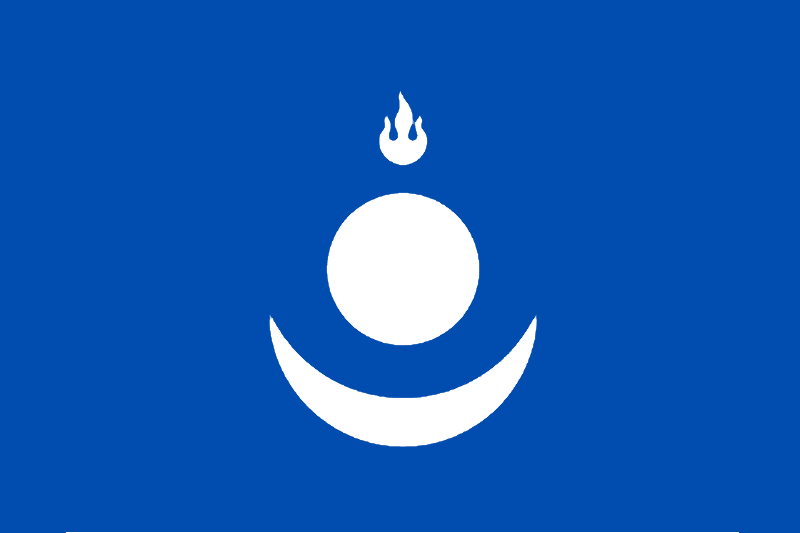
Bandera de l'Imperi Mongol (1206–1368)
Bandera del Kanat de Mongòlia (1911–1924)
Bandera del Kanat de Mongòlia (1911–1924) (variant)
Bandera del Kanat de Mongòlia (1911–1924)
Bandera de la República Popular de Mongòlia (1924–1930)
Bandera de la República Popular de Mongòlia (1924–1930) (variant)
Bandera de la República Popular de Mongòlia (1930–1940)
Bandera de la República Popular de Mongòlia (1940–1945)
Bandera de la República Popular de Mongòlia (1945–1992)
Bandera del Comitè Olímpic Nacional de Mongòlia